# کریس اندرسون
کریس اندرسون (انگلیسی: Chris Andersen؛ زادهٔ ۷ ژوئیهٔ ۱۹۷۸) یک بازیکن بسکتبال اهل ایالات متحده آمریکا است. از باشگاه‌هایی که در آن بازی کرده‌است می‌توان به نیو اورلینز پلیکانز، دنور ناگتس، میامی هیت، ممفیس گریزلیز، و کلیولند کاوالیرز اشاره کرد.